# Siraf
Siraf (también llamado Bandar-e Sīraf, Tāhiri, Taheri, Bandar-i Tahiri, Tābiri)  fue un antiguo puerto sasánida, destruido alrededor del año 970, que se encontraba en la orilla norte del golfo Pérsico en lo que es actualmente la provincia iraní de provincia de Bushehr. Sus ruinas están aproximadamente a 220 kilómetros al este de Bushehr y 380 km al oeste de Bandar Abbas. Siraf controlaba tres puertos: Bandar-e-Taheri, Bandar-e-Kangan y Bandar-e-Dayer. El golfo Pérsico fue usado como ruta marítima entre la península arábiga y la India a través del mar Arábigo. Pequeños barcos, como dhows, podían también hacer el largo viaje permaneciendo próximos a la costa y manteniendo la tierra a la vista.

## Historia
Según David Whitehouse, uno de los primeros arqueólogos que excavaron las antiguas ruinas de Siraf, el comercio marítimo entre el golfo Pérsico y el Extremo Oriente comenzó a florecer en este puerto debido a la vasta expansión del comercio de productos de consumo y artículos de lujo en aquella época. El primer contacto entre Siraf y China aconteció en el año 185 y para el siglo IV era un puerto muy atareado. Sin embargo, con el tiempo las rutas comerciales se trasladaron al mar Rojo y Siraf quedó olvidada.
La importancia histórica de Siraf en el comercio antiguo sólo empieza a comprenderse ahora. En las excavaciones arqueológicas se descubrieron objetos de marfil de África oriental, piezas de piedra de la India, y lapislázuli de Afganistán. Siraf se remonta a la era parta.
David Whitehouse también encontró evidencia de que la primera mezquita de Siraf data del siglo IX y son restos de las épocas parta y sasánida. encontró ruinas de una mezquita congregacional rodeadas por muchas mezquitas menores. Hay ruinas de las casas de lujo de comerciantes extremadamente ricos que consiguieron su fortuna gracias al éxito del puerto. Siraf sirvió a una clientela internacional de mercaderes, entre ellos los del sur de la India gobernada por la dinastía chaluquia occidental que eran festejados por comerciantes locales ricos durante visitas de negocios. Un indicador de la importancia de los mercaderes indios en Siraf viene de los archivos que describen platos de cena reservados a ellos.
Siraf no ha sido aún registrada en la lista de patrimonio nacional de Irán. Se necesita para que pueda conservarse y mantenerse.